# Fuschl am See
Fuschl am See est une commune autrichienne du district de Salzbourg-Umgebung dans l'État de Salzbourg.

## Économie
Le siège social de Red Bull est situé à Fuschl, sur un cours d'eau.